# Cmentarz wojenny nr 186 – Lichwin-Zagórze
Cmentarz wojenny nr 186 w Lichwinie – cmentarz z I wojny światowej znajdujący się we wsi Lichwin w województwie małopolskim, w powiecie tarnowskim, w gminie Pleśna. Jest jednym z 400 zachodniogalicyjskich cmentarzy wojennych zbudowanych przez Oddział Grobów Wojennych C. i K. Komendantury Wojskowej w Krakowie. W VI okręgu tarnowskim cmentarzy tych jest 63.

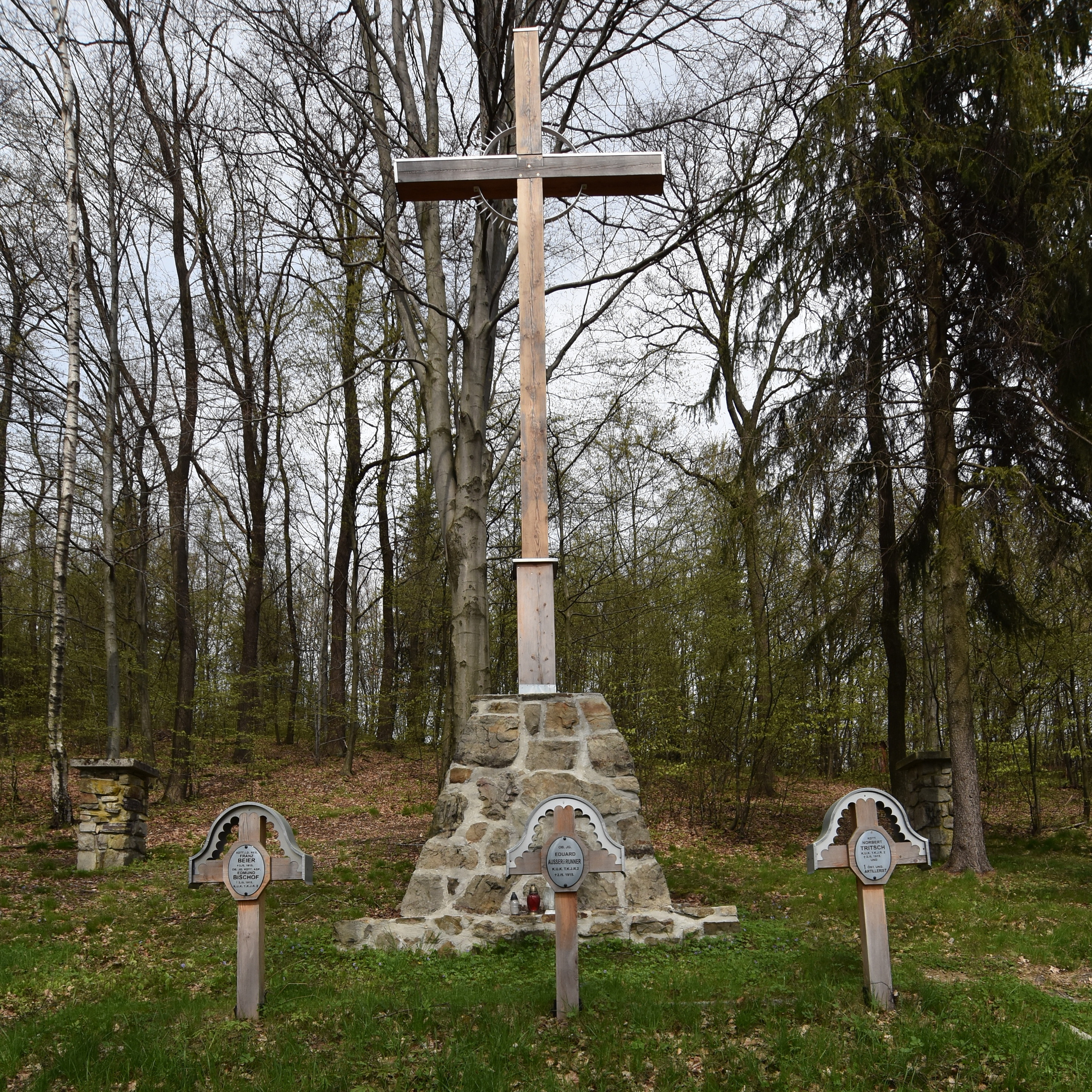

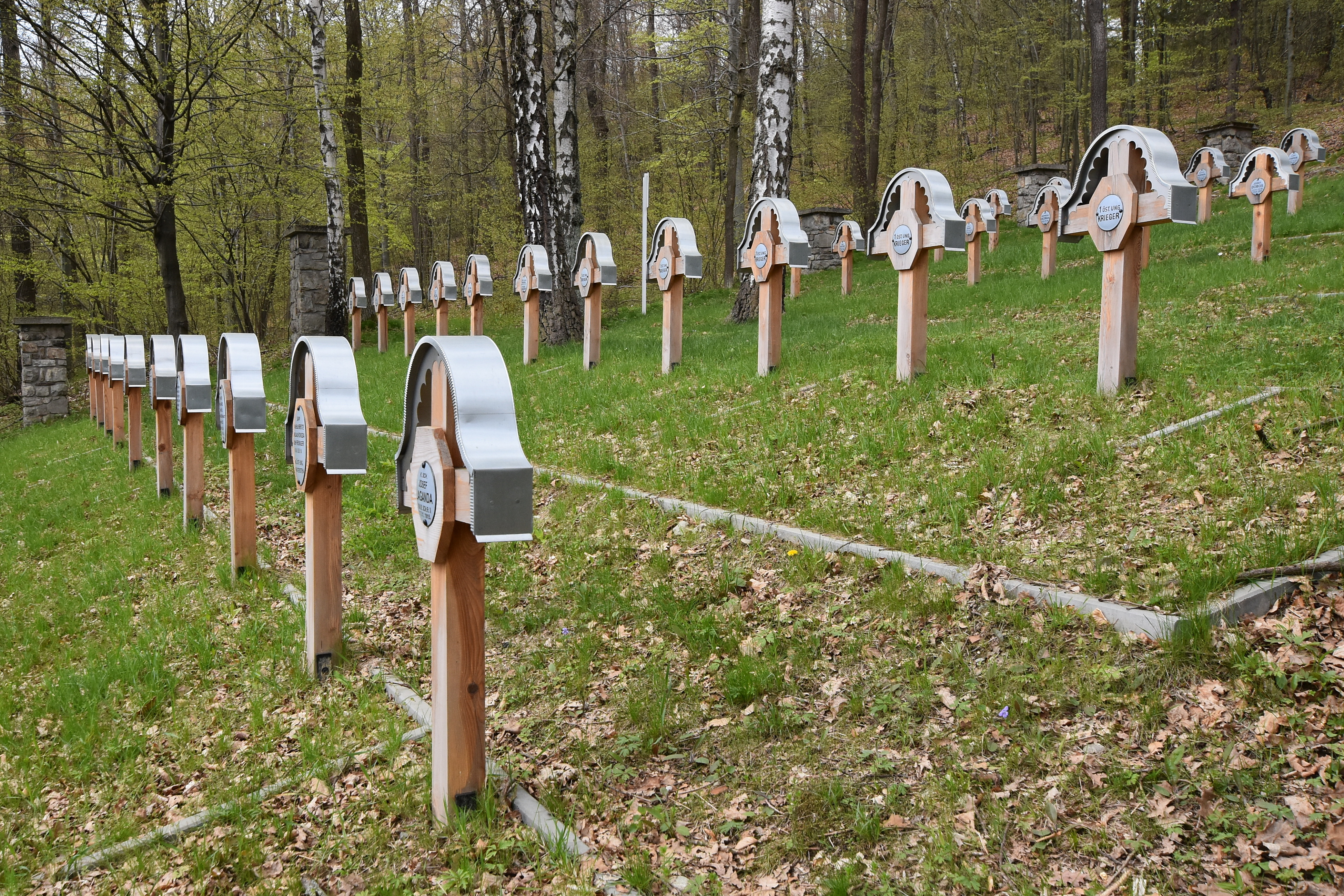

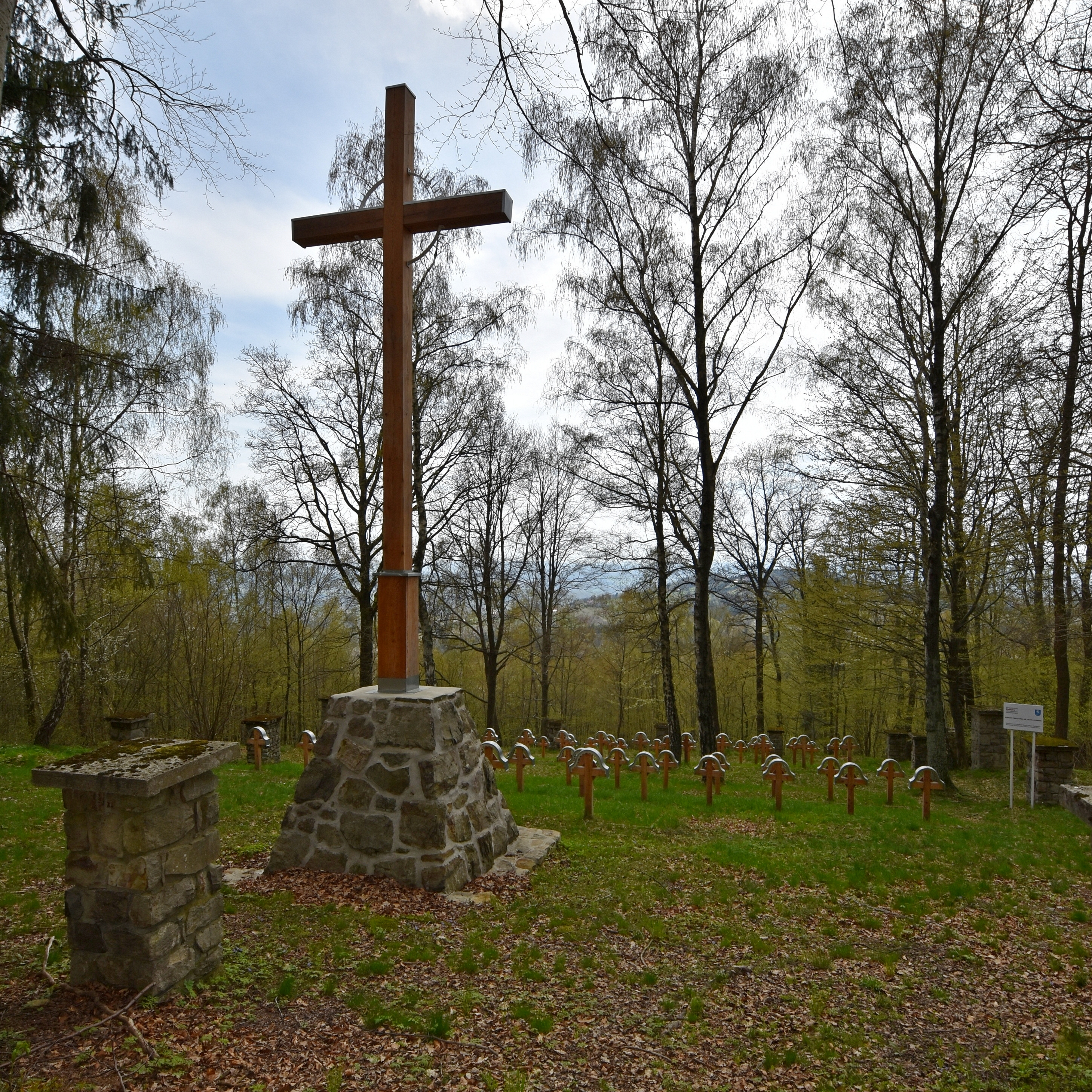

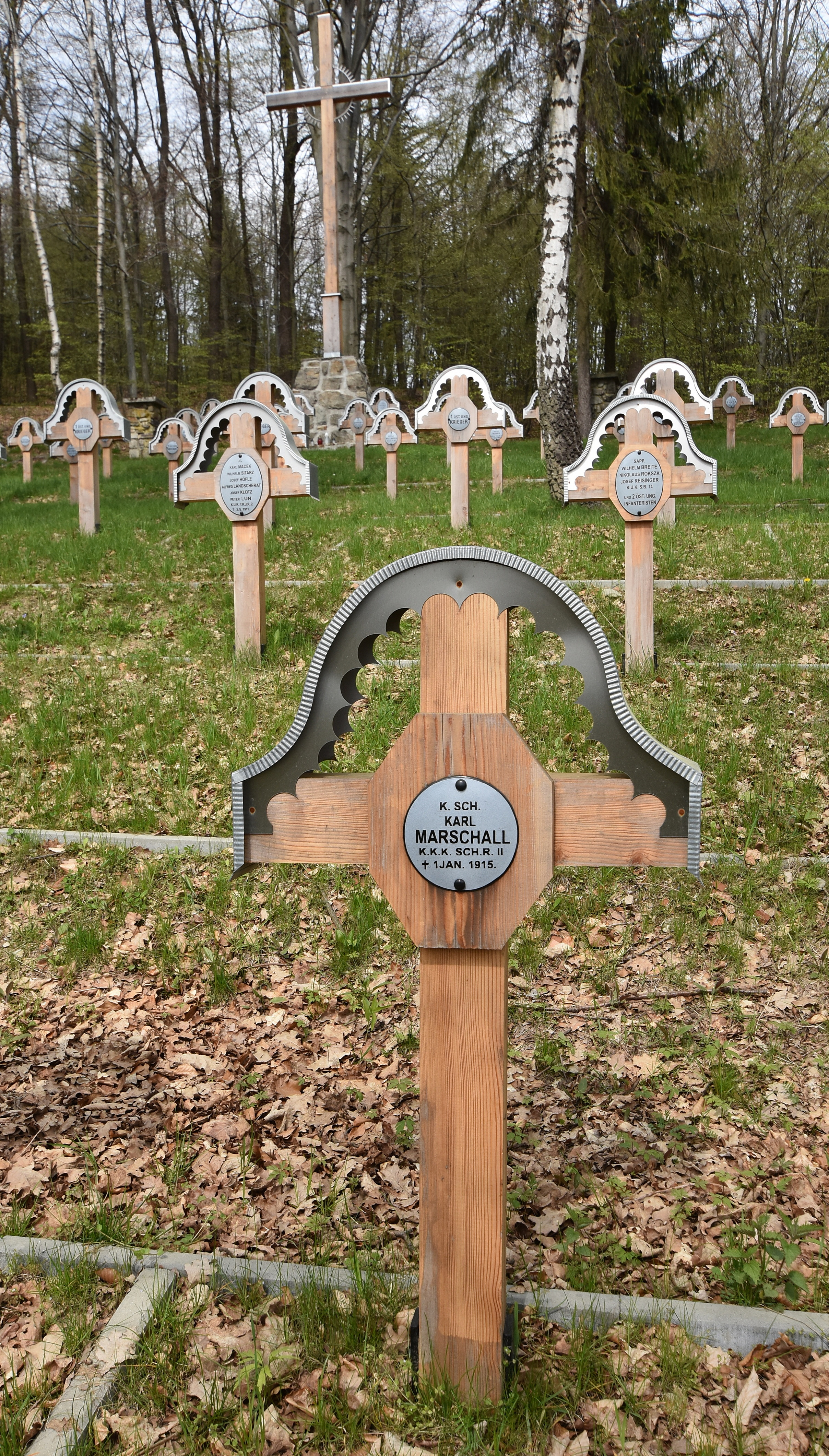

## Lokalizacja
Cmentarz znajduje się w lesie na południowo-wschodnim grzbiecie wzniesienia Wał, po prawej stronie drogi z Gromnika  przez Wał do Lichwina.  Z drogi tej jednak jest niewidoczny. Prowadzi do niego nieoznakowana droga leśna mająca swój początek przy tej szosie, na przełęczy powyżej gospodarstwa agroturystycznego „Chata pod Wałem”. Czas przejścia ok. 5 min. Jeszcze bliżej jest od zielonego szlaku turystycznego z Gromnika na Wał, jednak ze szlaku tego cmentarz jest niewidoczny i nie prowadzi do niego żadna ścieżka. Obecnie (2015 r.) cmentarz jest trudny do odszukania, jednak gmina Pleśna ma w planie oznakowanie tras do wszystkich atrakcji turystycznych na swoim terenie, oraz wykonanie infrastruktury turystycznej.

## Opis cmentarza
Zaprojektowany został na planie prostokąta przez Heinricha Scholza. Cmentarz znajduje się na umiarkowanie nachylonym na południe stoku. Ogrodzenie stanowił płot z drewnianych sztachet zawieszony na murowanych z kamienia słupkach. Głównym elementem ozdobnym jest znajdujący się w górnej części cmentarza duży drewniany krzyż osadzony na murowanym z kamieni cokole o kształcie ściętej piramidy. Krzyż zwieńczony jest ząbkowaną, wykonaną z blachy glorią osadzoną na ramionach krzyża. Groby żołnierzy rozmieszczono w rzędach prostopadłych do dłuższej osi cmentarza. Znajdują się na nich drewniane krzyże zwieńczone podobnymi jak na krzyżu głównym gloriami z ząbkowanej blachy. Na skrzyżowaniu ramion krzyży umieszczono emaliowane tabliczki z nazwiskami żołnierzy. Dla jedynego żołnierza rosyjskiego wykonano odmienny, krzyż lotaryński i bez blachy.
Cmentarz został zaprojektowany w ten sposób, ze składa się z dwóch kwater przedzielonych drogą. Na obydwu jej końcach, po bokach cmentarza znajdują się furtki wejściowe.
W ośmiu grobach zbiorowych i 47 pojedynczych pochowano tu 104 żołnierzy austro-węgierskich i jednego żołnierza rosyjskiego. Znane są nazwiska 81 pochowanych.

## Losy cmentarza
Austriacy wykonali cmentarze solidnie, jednak z czasem ulegały one w naturalny sposób niszczeniu przez czynniki pogody i roślinność. Przez długi czas po wojnie cmentarzami z I wojny światowej nie opiekowano się. Dopiero ostatnio zaczęto o niego dbać. Władze gminy Pleśna dokonały kapitalnego remontu, po którym wygląda on jednak nieco inaczej, niż pierwotnie. Mogiły ziemne zrównano, co ułatwia pielęgnację terenu. Zwiększono liczbę krzyży, co potęguje wrażenie. Wszystkie krzyże wykonano na nowo i ich kształt odbiega od pierwowzoru. Na nowo także wykonano drewniany płot sztachetkowy. Ogólnie po remoncie cmentarz wygląda dobrze, z wyjątkiem drewnianego płotu, który na niektórych odcinkach został obalony.